# Ian Storey-Moore
Ian Storey-Moore (Ipswich, 17 gennaio 1945) è un allenatore di calcio ed ex calciatore inglese.

## Carriera

### Nottingham Forest
Ian Storey-Moore passa dallo Scunthorpe United, sua prima squadra di calcio, al Nottingham Forest, iniziando così la sua carriera professionistica. A quel tempo il Forest giocava nella prima categoria inglese, la First Division. Nella stagione 1964-65, il Nottingham Forest guidato da Johnny Carey riuscì a raggiungere il quinto posto. Le due stagioni successive furono una l'opposta dell'altra. Infatti nella stagione 1965-66 i Reds chiusero il campionato al diciottesimo posto con soli quattro punti di vantaggio sul Northampton Town, prima delle squadre retrocesse in quella stagione. La stagione 1966-67 fu invece esaltante e si chiuse con un inaspettato secondo posto. I campioni del Manchester United, guidati da Bobby Charlton, George Best e Denis Law furono gli unici che riuscirono a tenere testa al Forest. Storey-Moore segnò ben 21 gol nelle sue 39 apparizioni in campionato. Il Forest si qualificò quindi per la Coppa delle Fiere, dove riuscì a battere l'Eintracht Frankfurt al primo turno ma venne poi eliminato dall'FC Zurigo nel secondo turno, uscendo così dalla competizione.
La stagione 1968-69 fu caratterizzata dal cambio di allenatore, infatti Carey venne sostituito da Matt Gillies, ma nonostante il cambio alla guida del club, il Forest finì ancora una volta diciottesimo, rischiando la retrocessione in Second Division, retrocessione che divenne realtà nella stagione 1971-72, dopo ben 15 anni di permanenza nella prima divisione inglese.

### Manchester United
Nel 1972, Storey-Moore venne presentato da Brian Clough, a quel tempo allenatore del Derby County, come nuovo giocatore dei Rams al prezzo di 225.000 £ Il passaggio però saltò e Storey-Moore decise di firmare per il Manchester United, allenato da Frank O'Farrell. Lo United di quegli anni era però un lontano parente della squadra degli anni precedenti, infatti nella stagione 1973-74 lo United retrocesse in Second Division.

### Anni successivi
A causa dei suoi gravi infortuni, lasciò il calcio ad alto livello e nel 1974 si unì al Burton Albion Nel 1975 Storey-Moore decise di seguire le orme di molti calciatori europei sbarcando negli Stati Uniti, giocando con la maglia dei Chicago Sting per una stagione, chiudendo la sua esperienza americana con 14 presenze e 2 gol Negli anni seguenti tornò due volte a vestire la maglia del Burton Albion, la seconda volta, dal 1978 al 1981 come allenatore-giocatore dei Brewers, stesso ruolo che ebbe nella stagione 1977-78 con la maglia dello Shepshed Dynamo.

## Nazionale
Ian Storey-Moore giocò il suo unico match con la maglia della nazionale inglese in una amichevole contro i Paesi Bassi il 14 gennaio 1970. La partita venne giocata al Wembley Stadium davanti a circa 75.000 persone e finì 0-0. Storey-Moore partì titolare, segnando anche un gol dopo 25 minuti di gioco, ma l'arbitro tedesco Heinz Siebert lo annullò. Stessa sorte toccò a Bobby Charlton: anch'egli si vide annullare un suo gol.